# 6275 Kiryu
6275 Kiryu è un asteroide della fascia principale. Scoperto nel 1993, presenta un'orbita caratterizzata da un semiasse maggiore pari a 2,9011095 UA e da un'eccentricità di 0,0150750, inclinata di 2,54507° rispetto all'eclittica.